# Sharyhan Osman
Pour les articles homonymes, voir Osman.
Sharyhan Osman (née le 1er septembre 1986 à Munich) est une chanteuse allemande.

## Biographie
Osman grandit dans une famille de musiciens : sa mère est chanteuse d'opéra, son père est Kammersänger, les frères de sa mère sont acteurs, un oncle dirige le Hessische Rundfunkorchester. Elle grandit au Caire. Dans son enfance, elle commence à écrire des histoires et à faire de la musique. Elle revient en Allemagne, s'installe à Deggendorf puis après l'abitur à Munich.
En 2005, elle s'inscrit à Deutschland sucht den Superstar mais est éliminée alors qu'il reste vingt candidats. Elle revient à Deggendorf et chante dans un groupe de jazz. Viktor Worms devient son manager. Avec le producteur Leslie Mandoki, elle enregistre un album qui n'est cependant pas publié.
En 2010, elle participe à Unser Star für Oslo, le télé-crochet pour avoir le représentant de l'Allemagne au Concours Eurovision de la chanson 2010. Elle est l'une des rares participantes qui présentent ses propres compositions. Elle termine cinquième.
Après cette participation, elle fait un album avec le producteur Philipp Schwär. Le single Red Carpet sort en mai 2012. Il annonce l'album My Year sorti par le label Jupiter (Sony Music Entertainment). En plus de nouvelles chansons, il y a deux compositions présentées lors d'Unser Star für Oslo.

## Discographie
Single
- 2012 : Red Carpet

Album
- 2012 : The Game

## Source de la traduction
- (de) Cet article est partiellement ou en totalité issu de l’article de Wikipédia en allemand intitulé « Sharyhan Osman » (voir la liste des auteurs).